# Urich
Urich fue una revista española de información, estudio y crítica de la historieta aparecida entre 1986 y 1994. Tuvo una primera etapa editada por la librería Madrid Cómics (21 números con una extensión media de 16 pgs) y una segunda y breve etapa editada por Mario Ayuso Editor (pasando a tener 32 pgs).  Fue dirigida primero por Lorenzo Díaz y por José María Méndez después.  
En 1996, buena parte de los colaboradores de la cabecera fundaron U, el hijo de Urich, una nueva revista que se especializó en números temáticos de mayor extensión (entre 48 y 192 pgs), menos vinculados a la actualidad del momento.  Una de las características de la revista fueron sus extensas entrevistas con autores (desde Francisco Ibáñez a Alan Moore, pasando por Miguel Ángel Martín, Horacio Altuna, Carlos Giménez o Mauro Entrialgo), que llegaron a superar las 80 páginas. La revista perdió la coletilla «el hijo de Urich» y pasó a llamarse «U» a secas con su número 18 (1999). La revista pasó por dos editoriales (Camaleón Ediciones primero y La Factoría de Ideas después) para ser finalmente autoeditada por la redacción de la cabecera. «U» recibió el Premio a la Mejor Revista en el Salón del Cómic de Barcelona 2003, poco antes de su cierre, en el número 27 (2004). «U el hijo de Urich» tuvo cuatro directores a lo largo de sus ocho años de vida: José María Méndez, David Muñoz, Santiago García y Óscar Palmer.